# Cloreto de benzenossulfonila
Cloreto de benzenossulfonila é um composto organossulfurado com a fórmula C6H5SO2Cl. É um líquido oleoso viscoso incolor que dissolve-se em solventes orgânicos, mas reage com compostos contendo ligações N-H e O-H reativas, como aminas ou fenóis.

## Preparação
O composto é preparado pela cloração de ácido benzenossulfônico ou seus sais com oxicloreto de fósforo, ou, menos comumente, por uma reação entre benzeno e ácido clorossulfúrico.

## Usos
É usado principalmente para preparar sulfonamidas e ésteres sulfonatos por reações com aminas e álcoois, respectivamente. O composto proximamente relacionado cloreto de toluenessulfonila é o análogo frequentemente preferido devido a apresentar-se em estado sólido à temperatura ambinete e ser mais fácil de manipular. 
O teste de Hinsberg para aminas envolve sua reação com cloreto de benzenessulfonila.